# Barbie Fairytopia: Magic of the Rainbow
Barbie Fairytopia: Magic of the Rainbow (Portugal: Barbie Fairytopia: A Magia do Arco-Íris) é um filme animação computadorizada estadunidense de 2007 do gênero fantasia produzido pela Rainmaker Entertainment e distribuído pela Mattel Entertainment em parceria com a Universal Studios. É a sequência de Barbie Fairytopia e Barbie Fairytopia: Mermaidia, e o décimo lançamento da série cinematográfica de Barbie. O filme foi dirigido por William, com um roteiro creditado a Elise Allen. Seu lançamento ocorreu diretamente em vídeo em 13 de março de 2007 acompanhado por uma enorme linha de produtos licenciados, incluindo uma tradicional franquia de bonecas personalizadas.
O longa-metragem segue Fada do Campo, "interpretada por Barbie, que vai para uma escola de fadas no Palácio de Cristal, onde ela precisa aprender a usar os seus poderes encantados para realizar o "Voo da Primavera". Infelizmente, a malvada Laverna está de volta e pretende congelar a primavera!. O filme contém a voz de Kelly Sheridan como Fada do Campo em sua versão original.
Kelly Sheridan
Anjelica Huston
Felipe Drumond
Sofia Carson

## Enredo
Fada do Campo é convidada para ser a aprendiz de Azura no Palácio de Cristal onde terá aulas para aprender o ritual que dá vida ao primeiro arco-íris da primavera. Mas a malvada Laverna, irmã invejosa da Rainha das Fadas, planeja impedir que o primeiro voo da primavera aconteça e lançar Fairytopia num inverno que durará 10 anos. Fada do Campo conhece os outros aprendizes: Linden, um elfo que pode falar com os animais; Shimmer, uma fada pequenina e arrogante; Lumina, a fada da lua que prevê o futuro; Fada Solar, uma fada cintilante que não se dá bem com a Fada do Campo; Faben, um elfo exibido e que se acha um astro; e Glee, a fada das flores que se torna a melhor amiga de Fada entre os alunos. Glee também tem uma bola de pelos, Dizzle, que se apaixona por Bibble.
Tudo está indo bem no treinamento da Fada, porém Laverna deixou seu exílio e fingiu ser um sapo que foi enfeitiçado, enganando assim Fada e Linden que reverteram o feitiço e a libertaram. Os dois voltam ao palácio, porém nenhum dos guardiões acreditam que dois aprendizes tenham conseguido quebrar um feitiço tão poderoso, mas mesmo assim aumentam a vigilância em cada uma das entradas do palácio. Enquanto isso Laverna encontra a Fada Solar no jardim, prende-a e usa um feitiço para ficar com a aparência dela para poder entrar no palácio. Com a aparência da aprendiz conseguiu envenenar todos os guardiões sem que ninguém desconfiasse dela.
Sabendo do que aconteceu aos guardiões, a Rainha de Fairytopia reúne os aprendizes e os deixa cientes de que precisarão realizar o Primeiro Voo da Primavera, mesmo não estando completamente treinados! Com a ajuda da Rainha, os aprendizes treinam os passos da “voança”, uma dança mágica que somente quando é corretamente executada consegue despertar o arco-íris mágico que marca o fim do inverno. Porém um dos aprendizes é Laverna disfarçada… Durante a voança, um pequeno deslize faz com que Fada do Campo descubra que a Fada Solar é na verdade Laverna; neste momento ela para a voança e com ajuda de Bibble e Dizzle sai à procura da Fada Solar verdadeira.
Como a fraqueza das fadas solares é a água, Fada do Campo e seus amiguinhos seguem para o rio onde encontram Fada Solar aprisionada em uma bolha mágica. Fada do Campo chegou ao jardim trazendo a verdadeira Fada Solar. Assim Laverna foi obrigada a desistir do disfarce porém exigiu que a Rainha lhe entregasse a coroa ou ela impediria que o arco-íris fosse completado. A Rainha entregou a coroa e foi aprisionada. Mesmo assim Laverna não cumpriu sua promessa e atirou um raio para destruir o arco-íris.
Nesse momento Fada do Campo entrou na frente do raio mágico de Laverna e foi ajudada pelos outros seis aprendizes formando um espectro com as sete cores do arco-íris que acertou Laverna em cheio. A vilã perde seus poderes e é destruída. Rainha e guardiões são libertados dos feitiços e as asas da Fada do Campo ganham as lindas cores do arco-íris! O arco-íris enfim aparece dando início à primavera e com sua missão cumprida Fada do Campo e Bibble podem retornar para sua casa no Jardim Mágico.

## Elenco
Kely Sheridan como Fada do Campo
Anjelica Huston como Laverna
Charlie Puth como Linden
Sofia Carson como Fada Solar
Furb suor como Bible
Hynden juok como Shimmer
Júpiter maçã como Lumina
Gigi Grant como Glee